# 期間限定の思想―「おじさん」的思考2
『期間限定の思想―「おじさん」的思考2』（きかんげんていのしそう おじさんてきしこうつー）は、内田樹のエッセイ集。

## 概要
2002年11月10日、晶文社より刊行された。装丁は岩瀬聡。表紙には「Ojisan-esque thinking Episode 2」と英語のタイトルが書かれてある。2011年10月25日、角川文庫として文庫化された。2012年2月23日、電子書籍版が発売された。掲載された4コマ漫画はアジサカコウジ。
本書は『「おじさん」的思考』（晶文社、2002年4月）の続編にあたるが、内容に特に関連性があるわけではない（文章のセレクトが同じ版元の編集者によるところは共通する）。
タイトルは次のあとがきの言葉に由来する。「私は『期間限定物書き』である。そう宣言して、物書きとしての営業期間を二〇〇二年末までと決めた。本年大晦日を以て『物書き廃業』である。新規の受注は受け付けず、メディアにはもう出稿しない」